# Церковь Бангладеш
Церковь Бангладеш (англ.  Church of Bangladesh, CoB) — протестантская община в Бангладеш, которая вместе с Церковью Пакистана, Церковью Южной Индии и Церковью Северной Индии входит в Англиканское сообщество и в сообщество Евангелической объединённой церкви. Церковь Бангладеш распространяет свою юрисдикцию на всю территорию страны.

## История
Церковь Бангладеш была основана 30 апреля 1974 года после отделения от Церкви Пакистана и объединения в единую церковь пресвитерианских общин и Англиканской церкви, действовавших на территории Бангладеш. В 1975 году был выбран первый епископ Церкви Бангладеш, который вскоре стал председательствующим на первом Синоде церкви.
В настоящее время в Церкви Бангладеш действуют три диоцеза с центрами в Барисале, Дакке и Куштии.